# Пірати і Старости
Пірати і Старости (чеськ. Piráti a Starostové) — чеський ліберальний прогресивний центриський політичний альянс в Чехії, сформований для майбутніх парламентських виборів в ЧехіЇ 2021 року, що складається з Чеської піратської партії (Пірати) та Старост і незалежних (СТАН).

## Історія
Після регіональних виборів 2020 року, опозиційні партії розпочали переговори щодо потенційних виборчих альянсів. Почалися спекуляції щодо ліберального блоку, що буде складатись з Піратської партії та Старост і незалежних, з Іваном Бартошем в якості лідера альянсу.
Керівництво Старост і незалежних погодилося розпочати переговори 8 жовтня 2020 року. Пірати були зобов'язанні ратифікувати будь-який союз на референдумі членів партії. Опитування 20 жовтня 2020 року показало, що 51% членів Піратської партії виступали проти альянсу, тоді як 43% підтримували його. Референдум про початок переговорів щодо альянсу спочатку був запланований на 13–16 листопада, але був перенесений на 20–23 листопада 2020 року.  Серед членів Піратської партії, 695 із 858 проголосували за переговори, при явці - 80%. Івана Бартоша висунули лідером виборів Піратської партії 25 листопада 2020 року і його було затверджено 2 грудня 2020 року. Пірати також запропонували Партії зелених можливість приєднатися до їхнього виборчого списку. 14 грудня 2020 року Іван Бартош був затверджений головою виборчого альянсу. Члени Піратської партії проголосували за схвалення альянсу 13 січня 2021 року.
Альянс брав участь у парламентських виборах 2021 року, де посів третє місце з 15,6% голосів і 37 місцями, що було визнано розчаруванням. Завдяки преференційному голосуванню "Старости і незалежні" отримали 33 мандати, а Чеська піратська партія отримала лише 4. Деякі ЗМІ повідомляли, що атмосфера між СТАНом і Піратами стала більш напруженою після виборів, що призвело до припущень про можливий розпуск альянсу, а Пірати залишаться в опозиції. Проте на початку листопада Пірати та СТАН підписали коаліційну угоду про формування уряду зі СПОЛУ. Після коаліційних переговорів із СПОЛУ альянс отримав сім міністерств уряду, чотири з яких призначені для СТАНу і три для Піратів.
У листопаді Ракушан заявив, що СТАН не братиме участь у наступних виборах разом з Піратами.

## Партії-члени
| Назва партії | Назва партії            | Ідеологія          | Політична позиція               | Лідер       | Депутати | Сенатори | Депутати ЄП | Регіональні депутати |
| ------------ | ----------------------- | ------------------ | ------------------------------- | ----------- | -------- | -------- | ----------- | -------------------- |
|              | Чеська піратська партія | Піратська політика | Від центризму до лівоцентризму  | Іван Бартош | 4 / 200  | 2 / 81   | 3 / 21      | 99 / 675             |
|              | Старости і незалежні    | Локалізм           | Від центризму до правоцентризму | Віт Ракушан | 33 / 200 | 19 / 81  | 1 / 21      | 91 / 675             |

## Регіональні лідери на виборах 2021

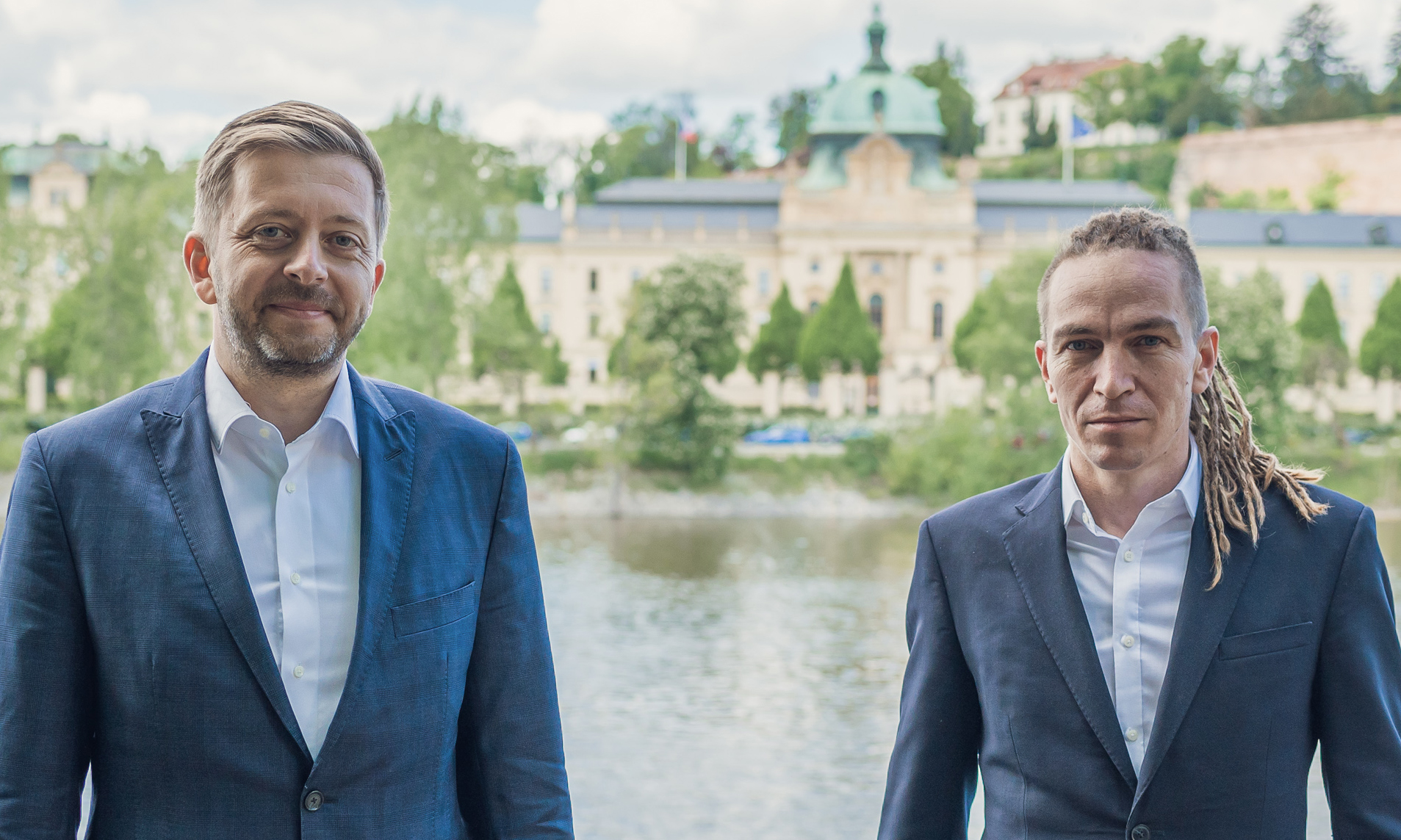
Заступник лідера Віт Ракушан (зліва) та лідер Іван Бартош (справа)

| Край                    | Лідер | Лідер             | Лідер  | Комбіновані результати 2017 року | Комбіновані результати 2017 року | Результати 2021 року | Результати 2021 року |
| Край                    | Ім'я  | Ім'я              | Партія | Голоси                           | Місця                            | Голоси               | Місця                |
| ----------------------- | ----- | ----------------- | ------ | -------------------------------- | -------------------------------- | -------------------- | -------------------- |
| Прага                   |       | Ольга Ріхтерова   | Пірати | 22.6%                            | 6 / 24                           | 22.6%                | 6 / 24               |
| Середньочеський край    |       | Віт Ракушан       | СТАН   | 20.2%                            | 5 / 26                           | 19.5%                | 5 / 26               |
| Південночеський край    |       | Лукаш Коларжик    | Пірати | 15.1%                            | 1 / 13                           | 13.5%                | 1 / 13               |
| Пльзенський край        |       | Йозеф Бернард     | СТАН   | 14.9%                            | 1 / 11                           | 13.9%                | 1 / 11               |
| Карловарський край      |       | Петр Тржешняк     | Пірати | 15.3%                            | 1 / 5                            | 14.2%                | 1 / 5                |
| Устецький край          |       | Іван Бартош       | Пірати | 11.9%                            | 1 / 13                           | 14.0%                | 1 / 13               |
| Ліберецький край        |       | Ян Фарски         | СТАН   | 24.2%                            | 2 / 8                            | 21.4%                | 2 / 8                |
| Краловоградецький край  |       | Мартін Їранек     | Пірати | 15.8%                            | 1 / 11                           | 15.1%                | 1 / 11               |
| Пардубицький край       |       | Мікулаш Ферєнчик  | Пірати | 15.5%                            | 1 / 10                           | 14.1%                | 1 / 10               |
| Край Височина           |       | Мілан Дадьоурек   | Пірати | 14.2%                            | 1 / 10                           | 13.5%                | 1 / 10               |
| Південноморавський край |       | Радек Голомчик    | Пірати | 12.7%                            | 3 / 23                           | 14.2%                | 3 / 23               |
| Оломоуцький край        |       | Томаш Мюллер      | СТАН   | 12.9%                            | 1 / 12                           | 12.4%                | 1 / 12               |
| Злінський край          |       | Франтішек Елфмарк | Пірати | 14.3%                            | 2 / 12                           | 13.4%                | 2 / 12               |
| Мораво-Сілезький край   |       | Лукаш Черногорски | Пірати | 11.3%                            | 2 / 22                           | 11.1%                | 2 / 22               |

## Результати виборів

### Вибори доПалати депутатів
| Вибори | Голосів | %         | Місць    | +/– | Уряд     |
| ------ | ------- | --------- | -------- | --- | -------- |
| 2021   | 839,776 | 15.6 (#3) | 37 / 200 | ▲9  | Коаліція |

### ПредставництвоОломоуцького краю
| Вибори | Голосів | %         | Місць   | +/– | Уряд     |
| ------ | ------- | --------- | ------- | --- | -------- |
| 2020   | 36,549  | 19.5 (#2) | 13 / 55 | ▲2  | Коаліція |

## Зноски
1. ↑  Prima, F. T. V. Námluvy pokročily. Jak se pečou koalice proti Babišovi do velkých voleb?. cnn.iprima.cz (чес.). Процитовано 26 жовтня 2020.
2. ↑  STAN schválil zahájení vyjednávání s Piráty o koalici pro parlamentní volby. iDNES.cz. 8 жовтня 2020. Процитовано 26 жовтня 2020.
3. ↑  Piráti zatím odmítají spolupráci se STAN. Bojí se zneužití - Novinky.cz. www.novinky.cz. Процитовано 26 жовтня 2020.
4. ↑  Piráti o koalici se STAN: Nechceme si konkurovat. Jasno bude koncem listopadu. Deník.cz (чес.). 7 листопада 2020. Процитовано 19 листопада 2020.
5. ↑  Piráti začnou jednat o koalici se STAN. Členové dali zelenou v referendu. www.seznamzpravy.cz. Процитовано 24 листопада 2020.
6. ↑  Bartoš míří na lídra koalice se STAN. www.novinky.cz. Процитовано 25 листопада 2020.
7. ↑  Piráty povede do voleb Bartoš, potvrdili členové v referendu - Novinky.cz. www.novinky.cz. Процитовано 2 грудня 2020.
8. ↑  Koalici Pirátů a STAN povede Bartoš. Chtějí spolu do vlády či opozice. iDNES.cz. 14 грудня 2020. Процитовано 16 грудня 2020.
9. ↑  Piráti potvrdili koalici se STAN. Vyvedeme spolu zemi z krize, slíbil Bartoš. iDNES.cz. 12 січня 2021. Процитовано 14 січня 2021.
10. ↑  Oslabení a zklamaní. Týdeník Respekt (чес.). Процитовано 18 червня 2023.
11. ↑  Prima, F. T. V. Nálada mezi Piráty a STAN houstne. Někdo nám nasazuje psí hlavu, zlobí se Bartoš. cnn.iprima.cz (чес.). Процитовано 18 червня 2023.
12. ↑  Odchod Pirátů do opozice? Podle dohody by do vlády nesmělo ani hnutí STAN - Seznam Zprávy. www.seznamzpravy.cz (чес.). Процитовано 18 червня 2023.
13. ↑  televize, Česká. Lídři SPOLU a Pirátů se Starosty podepsali koaliční smlouvu. Fiala očekává, že Babišova vláda podá demisi koncem týdne. ČT24 - Česká televize (чес.). Процитовано 18 червня 2023.
14. ↑  Takto si koalice rozdělily ministerstva. Fiala má slíbenou návštěvu u Zemana - Seznam Zprávy. www.seznamzpravy.cz (чес.). Процитовано 18 червня 2023.
15. ↑  Rakušan: Příště půjdeme do voleb bez Pirátů - Novinky. www.novinky.cz (чес.). Процитовано 18 червня 2023.
16. ↑  Piráti si zvolili lídry krajských kandidátek pro sněmovní volby 2021.
17. ↑  Krajský online sněm v Olomouckém kraji zvolil kandidáty do letošních voleb.